# Garub

Garub (Khoekhoegowab für Leopard) ist eine Quelle, ein Bahnhof und eine Geisterstadt in der Region ǁKaras im Süden Namibias.
Der kleine Ort Garub wurde von der Deutschen Schutztruppe beim gleichnamigen Bahnhof gegründet, der zwischen Lüderitz und Aus an der Bahnstrecke Lüderitz–Seeheim liegt. Dieser trug wiederum den Namen der ergiebigen Quellen in der Namib, die genutzt wurden, um die Wasservorräte der Dampflokomotiven aufzufüllen. Durch die Proklamation des Diamantensperrgebietes musste der Ort verlassen werden und verfiel.
Heute ist Garub vor allem im Zusammenhang mit namibischen Wildpferden bekannt, die an die Tränke in Garub kommen und sich so beobachten lassen.
Anfang 2020 setzten Vandalen, nachweislich Touristen aus Frankreich, dem Bahnhofsgebäude durch das Anbringen von Graffiti zu.